# Paramirim
Paramirim est une municipalité brésilienne de l'État de Bahia et la microrégion de Livramento do Brumado.